# ツヴィンゲンベルク (バーデン)
ツヴィンゲンベルク (ドイツ語: Zwingenberg, ドイツ語発音: [ˈt‿svɪŋənbɛrk]) は、ドイツ連邦共和国バーデン＝ヴュルテンベルク州ネッカー＝オーデンヴァルト郡の町村（以下、本項では便宜上「村」と記述する）。ツヴィンゲンベルク城での野外演劇で有名である。

## 地理
ツヴィンゲンベルクは、ハイデルベルクの東約40km、標高130m-420mのネッカータール＝オーデンヴァルト自然公園内に位置する。

## 歴史
ツヴィンゲンベルクの歴史は、現在はツヴィンゲンブルクと呼ばれているツヴィンゲンベルク城と密接に結びついている。ツヴィンゲンブルクは13世紀には最初の城が築かれ、その麓にあった小さな漁村から14世紀に城下町が造られた。ツヴィンゲンベルクの名が登場する最も古い文献は1326年の日付のものである。
ツヴィンゲンベルクの村と城は、中世から何度もその所有者を替え、村が独立した自治体となったのは、19世紀の初めである。

## 行政

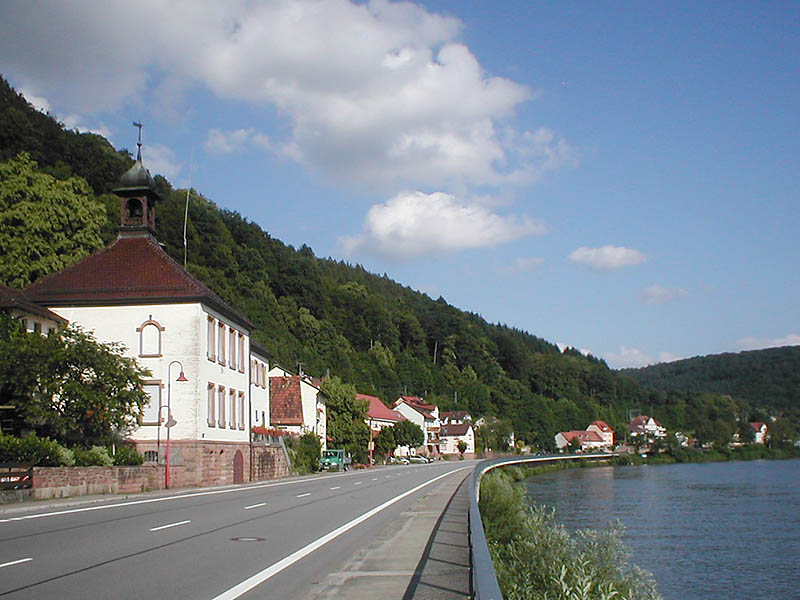
ツヴィンゲンベルクの村役場（左前景の建物）

### 議会
ツヴィンゲンベルクの議会は8議席からなる。

### 紋章
青地に、金（黄色）の嘴を持つ3羽（上部に2羽、下部に1羽）の白鳥の頭部。白鳥の頭部は、貴族のツヴィンゲンベルク家の紋章に因る。

## 経済と社会資本
住民の多くは、ツヴィンゲンベルク南部の鉄道の両側に新しく造られた住宅地に住んでいる。現在、村内の職場で働く者はごくわずかであり、多くは、近隣地区へ通勤している。

### 交通
ツヴィンゲンベルクは、ネッカータール鉄道（ハイデルベルク - バート・フリードリヒスハル＝ヤクストフェルト）沿いに位置し、2003年からこの路線をラインネッカーSバーンが30分ごとに運行している。

## 文化と見所
特筆すべき催し物は、ツヴィンゲンベルク城で毎年行われる、ウェーバーの歌劇『魔弾の射手』を中心演目とする野外演劇祭である。演目はしばしば替わり、珍しい芝居やオペラが上演されることもある。

### 建築と見所
- 現在も居城となっており、よく保存されている城塞（現在は城館であるが）、ツヴィンゲンベルク城は、13世紀に建設された。1364年に破壊されたが、後に再建された。ツヴィンゲンベルク城の裏山の上、森の中にフュルシュテンシュタイン城趾の礎石が見られる。この城は1338年から1340年までの短い間であったが、マインツ司教の城として建設され、ツヴィンゲンベルク家と司教の紛争の要因となった城である。おそらくフュルシュテンシュタイン城には、トレビュシェットが備えられていたと思われる。調停が入り、フュルシュテンシュタイン城は1344年に破壊されており、その後忘れ去られた。場所は、現在の城の数百m北西、約百m高台にあたる。
- 曲がり角や急勾配の石段が多い村には木組み建築の家屋がある。
- 「狼の谷」は、ネッカー川に注ぐ小川の水によって、ツヴィンゲンベルク近くの雑色砂岩の岩山が彫り込まれて造られた野趣に富んだロマンティックな渓谷である。

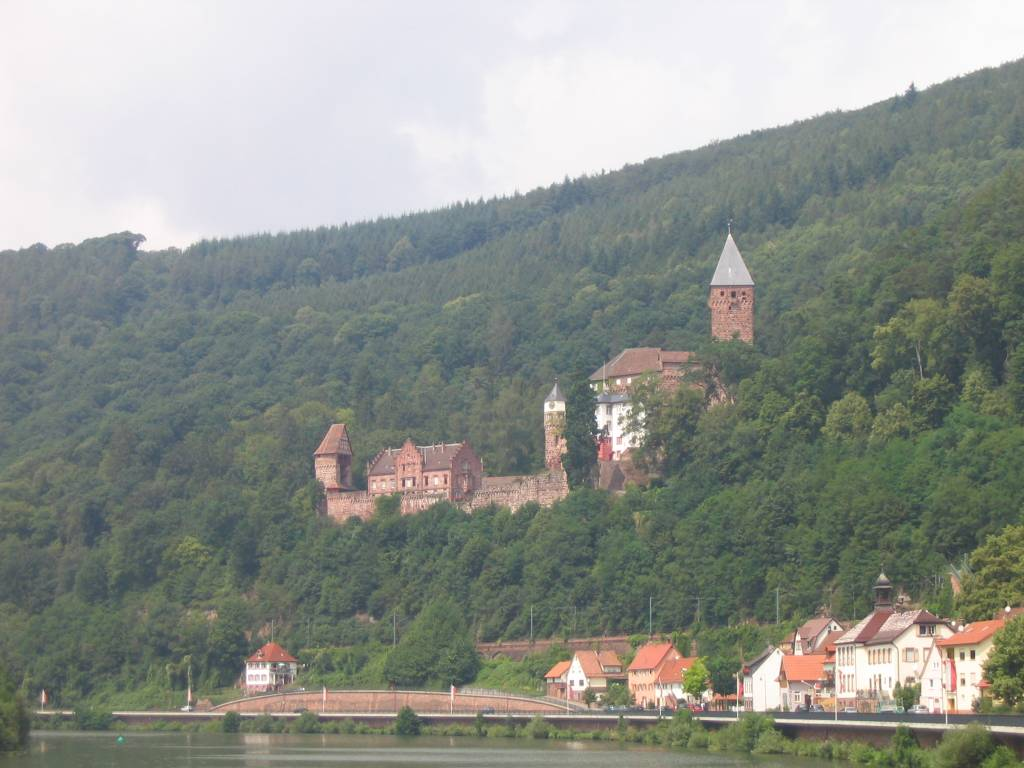
Schloss Zwingenberg
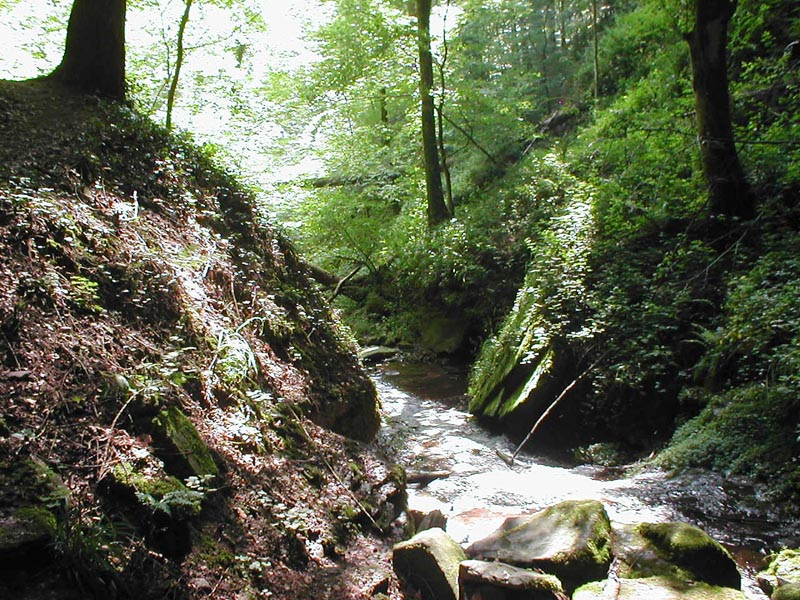
Wolfsschlucht